# Amazon Elastic Compute Cloud

Ikona usługi EC2

Amazon Elastic Compute Cloud (EC2) – serwis WWW dostarczający skalowalną moc obliczeniową w chmurze obliczeniowej.
Dostęp do zasobów Amazon jest realizowany przez strony WWW, jak również dzięki bezpiecznym połączeniom SSH, które szczególnie przydatne są dla administratorów systemów zainstalowanych w chmurze. Interfejs WWW umożliwia konfigurację, dostosowanie potrzebnej pojemności i mocy obliczeniowej.
Serwery EC2 znajdują się obecnie w USA, Irlandii, Singapurze, Japonii, Australii, Brazylii i Niemczech.
Amazon EC2 redukuje czas potrzebny do zainstalowania i uruchomienia wielu serwerów. Pozwala na przeskalowanie zasobów, zarówno w górę, jak i w dół, w zależności od bieżących potrzeb. Opłaty są pobierane w zależności od używanych w danym momencie zasobów (ilości pamięci RAM, liczby CPU itd.). Amazon EC2 udostępnia również różne narzędzia ułatwiające tworzenie oprogramowania.
Aby używać Amazon EC2 należy:
- Wybrać wstępnie skonfigurowany obraz i uruchomić go lub stworzyć własny Obraz Maszyny (AMI – Amazon Machine Image) zawierający aplikacje, biblioteki, dane i ustawienia konfiguracyjne.
- Skonfigurować ustawienia bezpieczeństwa i dostępu.
- Wybrać typ instancji i system operacyjny. Uruchomić, zamknąć lub monitorować tyle instancji własnych Obrazów Maszyn ile potrzeba.
- Określić czy chcesz dołączyć pamięć trwałą (wygląda jak dodatkowy, niesformatowany dysk, który można sformatować tworząc praktycznie dowolny system plików).
- Płacić za te zasoby, które są w danej chwili wykorzystywane np. godziny pracy Instancji lub wykorzystanie transferu danych.